# Списак ланаца супермаркета у Србији
Ово је списак ланаца супермаркета у Србији.
- Информације су ажуриране, иако неке од њих могу и даље бити нетачне.

## Општи ланци

### Продавнице
| Назив   | Број продавница | Власник         |
| ------- | --------------- | --------------- |
| Gomex   | 202             | Gomex           |
| Idea    | 200+            | Fortenova Group |
| Aman    | 196             | Aman            |
| Shop&Go | 170             | Ahold Delhaize  |
| Aroma   | 64              | Домаћа трговина |

### Супермаркети
| Назив        | Број продавница | Власник         |
| ------------ | --------------- | --------------- |
| Maxi         | 435             | Ahold Delhaize  |
| Univerexport | 172             | Univerexport    |
| Lidl         | 70              | Schwarz         |
| Idea Super   | 38              | Fortenova Group |
| DIS          | 24              | DIS             |
| Aman Plus    | 17              | Aman            |
| MERE         | 18              | Svetofor        |

### Хипермаркети
| Назив      | Број продавница | Власник         |
| ---------- | --------------- | --------------- |
| Roda       | 34              | Fortenova Group |
| DIS Super  | 14              | DIS             |
| Tempo      | 9               | Ahold Delhaize  |
| Super Vero | 7               | Veropoulos      |
| Mega Maxi  | 3               | Ahold Delhaize  |

### Cash & Carry
| Назив                  | Број продавница | Власник         |
| ---------------------- | --------------- | --------------- |
| METRO Cash &amp; Carry | 9               | Metro           |
| Velpro                 | 8               | Fortenova Group |
| Plus Cash & Carry      | 2               | Plus            |

### Ускоро долази
| Назив    | Када долази | Власник                |
| -------- | ----------- | ---------------------- |
| Eurospin | 2025        | Eurospin Italia S.p.A. |

## Специјализовани трговачки ланци

### Одећа
| Назив                  | Број продавница | Прва продавница у Србији | Власник                |
| ---------------------- | --------------- | ------------------------ | ---------------------- |
| P.S. Fashion           | 64              | 2006                     | P.S. Fashion           |
| Legend                 | 48              | 1998                     | Eminent                |
| Pepco                  | 35              | 2020                     | Pepkor                 |
| Deichmann              | 33              | 2011                     | Deichmann              |
| NewYorker              | 28              | 2007                     | NewYorker              |
| LC Waikiki             | 25              | 2014                     | LC Waikiki             |
| Women'secret           | 20              | 2004                     | Cortefiel              |
| Tom Tailor             | 19              | 2012                     | Tom Tailor             |
| Springfield            | 16              | 2008                     | Cortefiel              |
| C&amp;A                | 16              | 2012                     | Cofra                  |
| H&M                    | 15              | 2013                     | H&M                    |
| Fashion&friends        | 12              | 2007                     | Fashion&friends        |
| Bata                   | 9               | 2008                     | Bata                   |
| Sinsay                 | 9               | 2017                     | LPP                    |
| Benetton               | 7               | 2002                     | Benetton               |
| Bershka                | 7               | 2009                     | Inditex                |
| Reserved               | 7               | 2017                     | LPP                    |
| Aldo                   | 6               | 2008                     | Aldo                   |
| Zara                   | 6               | 2004                     | Inditex                |
| Koton                  | 6               | 2010                     | Koton                  |
| Levi's                 | 6               | 2001                     | Levi Strauss &amp; Co. |
| Skechers               | 6               | 2019                     | Skechers               |
| Timberland             | 6               | 2007                     | Timberland             |
| Guess                  | 5               | 2007                     | Guess                  |
| Tommy Hilfiger         | 5               | 2006                     | Tommy Hilfiger         |
| Lacoste                | 5               | 2001                     | Lacoste                |
| Replay                 | 5               | 2007                     | Replay                 |
| Stradivarius           | 4               | 2009                     | Inditex                |
| Calvin Klein           | 4               | 2010                     | Calvin Klein           |
| Pull and Bear          | 4               | 2009                     | Inditex                |
| Superdry               | 4               | 2017                     | Superdry               |
| U.S. Polo Assn.        | 4               | 2014                     | USPA                   |
| Armani Exchange        | 3               | 2017                     | Armani                 |
| Massimo Dutti          | 3               | 2009                     | Inditex                |
| Oysho                  | 3               | 2012                     | Inditex                |
| Diesel                 | 2               | 2014                     | Diesel                 |
| Hugo Boss              | 4               | 2011                     | Hugo Boss              |
| Max Mara               | 2               | 2015                     | Max Mara               |
| Peek &amp; Cloppenburg | 2               | 2020                     | Peek &amp; Cloppenburg |
| Steve Madden           | 2               | 2018                     | Steve Madden           |
| Victoria's Secret      | 1               | 2016                     | L Brands               |
| Liu Jo                 | 1               | 2018                     | Liu Jo                 |
| Camper                 | 1               | 2013                     | Camper                 |
| Scotch &amp; Soda      | 1               | 2015                     | Scotch &amp; Soda      |
| Desigual               | 1               | 2013                     | Desigual               |

### Дечија одећа и играчке
| Назив         | Број продавница | Прва продавница у Србији | Власник           |
| ------------- | --------------- | ------------------------ | ----------------- |
| Ciciban       | 57              | 1922                     | Planika           |
| Dexy Co       | 46              | 1996                     | Dexy Co           |
| BEBAKIDS      | 36              | 1989                     | BEBAKIDS          |
| Pertini Toys  | 28              | 1990                     | Pertini Toys      |
| Sergent major | 3               | 2009                     | Sergent major     |
| Mothercare    | 2               | 2007                     | Mothercare        |
| Lego Store    | 1               | 2017                     | Bravo Store Adria |

### Козметика и здравље
| Назив                  | Број продавница | Прва продавница у Србији | Власник              |
| ---------------------- | --------------- | ------------------------ | -------------------- |
| BENU                   | 399             | 2010                     | Phoenix Pharmahandel |
| Lilly                  | 200             | 2006                     | Lilly drogerie       |
| DM                     | 110             | 2004                     | DM                   |
| Jasmin                 | 30              | 1956                     | Jasmin parfimerije   |
| The Body Shop          | 11              | 2019                     | Natura &amp; Co      |
| Sephora                | 5               | 2010                     | LVMH                 |
| Yves Rocher            | 5               | 2008                     | Yves Rocher          |
| L'Occitane en Provence | 5               | 2012                     | L'occitane           |
| KIKO                   | 5               | 2021                     | KIKO                 |
| Kiehl's                | 2               | 2019                     | L'Oréal              |
| Lush                   | 1               | 2020                     | Lush                 |

### Уређење дома и намештај
| Назив        | Број продавница | Прва продавница у Србији | Власник         |
| ------------ | --------------- | ------------------------ | --------------- |
| JYSK         | 40              | 2011                     | JYSK            |
| Forma Ideale | 39              | 2001                     | Forma Ideale    |
| Woby Haus    | 34              | 1994                     | Woby Haus       |
| Matis        | 28              | 2003                     | Matis           |
| SIMPO        | 25              | 1978                     | SIMPO           |
| Uradi Sam    | 11              | 2003                     | Uradi Sam       |
| Dallas       | 6               | 2004                     | Dallas Nameštaj |
| Emmezeta     | 5               | 2015                     | Steinhoff       |
| Jumbo        | 4               | 2016                     | Jumbo           |
| IKEA         | 1               | 2017                     | IKEA            |
| Lesnina XXXL | 1               | 2019                     | XXXLutz         |
| Crafter      | 1               | 2021                     | Würth           |
| Kerametal    | 4               | 1998                     | Kerametal       |

### Потрошачка електроника
| Назив        | Број продавница | Прва продавница у Србији | Власник     |
| ------------ | --------------- | ------------------------ | ----------- |
| WinWin       | 119             | 2014                     | Tehnomanija |
| Gigatron     | 63              | 2003                     | Gigatron    |
| Tehnomedia   | 62              | 2001                     | Tehnomedia  |
| Tehnomanija  | 47              | 1999                     | Tehnomanija |
| Konovo       | 1               | 2019                     | Konovo      |
| Samsung      | 4               | 2012                     | Samsung     |
| Istyle       | 4               | 2007                     | Istyle      |
| Game Centar  | 3               | 2015                     | Game Centar |
| Huawei       | 2               | 2017                     | Huawei      |
| BizNet       | 1               | 2015                     | BizNet      |
| OutletSrbija | 1               | 2024                     | Merkos      |
| Xiaomi       | 7               | 2021                     | Xiaomi      |
| Dr Techno    | 7               | 2011                     | Dr Techno   |

### Спортска опрема
| Назив         | Број продавница | Прва продавница у Србији | Власник       |
| ------------- | --------------- | ------------------------ | ------------- |
| Sport Vision  | 65              | 1996                     | Sport Vision  |
| Planeta sport | 65              | 2014                     | Planeta sport |
| Đak sport     | 63              |                          | Đak sport     |
| Intersport    | 30              | 2002                     | Intersport    |
| Beosport      | 26              | 2005                     | Beosport      |
| Adidas        | 6               | 2004                     | Adidas        |
| Decathlon     | 4               | 2019                     | Decathlon     |

### Књиге и медији
| Назив  | Број продавница | Прва продавница у Србији | Власник |
| ------ | --------------- | ------------------------ | ------- |
| Delfi  | 45              | 1998                     | Laguna  |
| Vulkan | 31              | 2010                     | Vulkan  |

### Бензинске пумпе
| Назив       | Број продавница | Прва продавница у Србији | Власник            |
| ----------- | --------------- | ------------------------ | ------------------ |
| NIS         | 316             | 1949                     | Gazprom            |
| Lukoil      | 114             | 2003                     | Lukoil             |
| Knez Petrol | 90              | 2000                     | Knez Petrol        |
| MOL         | 71              | 2004                     | MOL                |
| OMV         | 63              | 2001                     | OMV                |
| EKO         | 55              | 2002                     | Hellenic Petroleum |
| Petrol      | 15              | 1947                     | Petrol             |
| Shell       | 12              | 2018                     | Shell              |

### Ресторан брзе хране
| Назив      | Број продавница | Прва продавница у Србији | Власник    |
| ---------- | --------------- | ------------------------ | ---------- |
| McDonald's | 34              | 1988                     | McDonald's |
| KFC        | 19              | 2006                     | KFC        |
| Starbucks  | 7               | 2019                     | Starbucks  |